# Cerro de Escamela
El Cerro de Escamela es una elevación que constituye un pulmón natural en el área metropolitana de Orizaba a 1647 metros sobre el nivel del mar ubicado entre los municipios de Orizaba e Ixtaczoquitlán. Cuenta con una rica flora y fauna y actualmente constituye un atractivo turístico ecológico.

## Toponimia
El nombre de Escamela significa "lugar de las hormigas" en náhuatl. El cerro también comparte este nombre con una localidad del municipio de Ixtaczoquitlán.

## Fauna
Grupos ecologistas de la región afirman que aún se pueden visualizar en este cerro aves y animales como halcones, primaveras y tlacuaches, armadillos y zorrillos.

## Fósiles
Recientemente se ha reportado la posible presencia de fósiles en cuevas localizadas en este cerro de piedras y animales posiblemente de origen marino de hace millones de años.